# Kremlin de Astracán

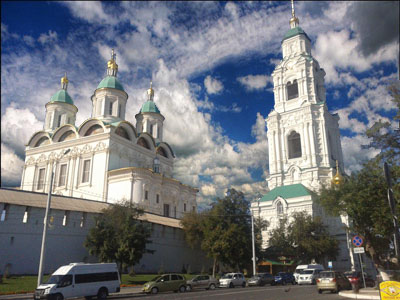
Kremlin de Astracán. Vista de la calle de Trediakovsky

El Kremlin de Astracán es el complejo histórico y arquitectónico y la rama del "Museo reserva de Astracán", la fortaleza en Astracán construida, donde en 1558 Iván el Terrible llevó la ciudad tan bonita como es conquistada por él. El complejo del Kremlin de Astracán es un conjunto integral de los monumentos de la arquitectura defensiva, religiosa y civil e incluye 22 objetos de los siglos XVI – principios del XX. De Resolución del Consejo de Ministros de la RSFSR de 30/08/1960, el número 1327, el Kremlin de Astracán fue recibido bajo la protección del Estado como un monumento de la historia y la arquitectura de importancia federal.

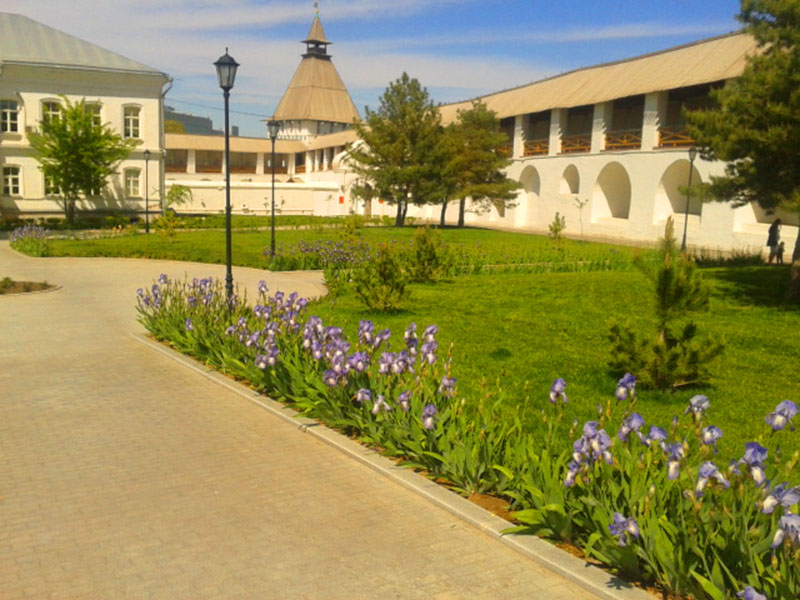

## Historia
El Kremlin de Astracán se encuentra en la isla, bañada por las aguas del Volga al oeste, del Cutúm al norte, del Río de Zares al suroeste y del de Cosaco al este. En la colina más alta de la isla, llamada la Colina de Conejos, se levanta la fortaleza que en los años 1580-1620 construyeron los arquitectos Mijaíl Vellamínov y Dey el Labioso, descendiendo en la orilla izquierda del Volga casi hasta la línea de la costa, con los muros de piedra blanca, con las cuatro torres sin salida y las tres de paseo.

En la primera mitad del siglo XVII, a la memoria de la expulsión de Astracán de Marina Mniszek y del atamán Iván Zarutski en 1614, en la torre principal oriental de paseo se construyó la iglesia de Nuestra Señora de Kazán. Desde entonces, la puerta principal del Kremlin fue llamada Prechistena, por uno de los epítetos de la Virgen María.
Después de la construcción de la Catedral de la Asunción, en 1710 en la plaza de la puerta de la iglesia fue construido, bajo la dirección del arquitecto Dorofey Minéyevich Miákishev, el primer campanario catedral. Se estableció no sólo la campana, sino también el reloj, una gran novedad para la ciudad.

La altura de la torre del campanario Prechisteno era significativo. Sin embargo, al construir los cimientos, no tuvieron en cuenta la fuerza. La construcción llegó a dar el residuo, se cubrió con grietas. En 1765, en el período del gobernador V.N.Beketov, el campanario, para evitar la caída, fue desmantelado. La interrupción en el lugar de la puerta Prechistena existía 44 años, hasta que se encontraría un generoso residente de Astracán que decidió, a sus propios fondos para la ciudad, construir una nueva torre de campana de la catedral. En 1809 se colocó una nueva torre. La información sobre esto se contiene en la losa de mármol encontrada en 1978 en el patio de Kremlin. La losa cuenta con textos en griego y ruso. Los ambos dicen lo siguiente: "Está erigido este campanario de la catedral en el edificio de piedra en la diligencia y por dependencia del residente de Astracán, consejero corte y caballero, señor Iván A. Varvatsi, originario de la isla griega de Psara, en el archipiélago en el Mar Egeo ...". Varvatsi ordenó el proyecto del campanario al arquitecto de San Petersburgo de origen italiano Luigi Rusca conocido entonces en Rusia. En 1813 se completó la torre del campanario. Construido en el estilo de finales del clasicismo, segundo campanario de la catedral se distinguía de proporcionalidad y de elegancia, de rigor del silueta y de solemnidad. Aún en período de Varvatsi al campanario se añadió construida la capilla en honor del icono del Salvador no hecho por manos.

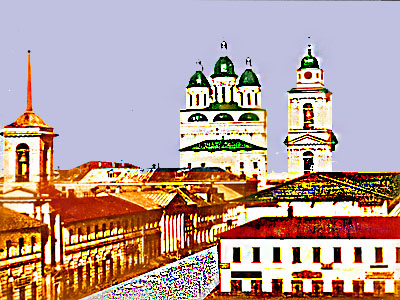
La Catedral de la Asunción y el campanario

Sin embargo, en 1896 el campanario hizo atraer la atención a sí de muchos ciudadanos. Incluso de ojo se podía ver, que tenía una inclinación hacia la calle de Moscú (de Santa Catalina). Durante mucho tiempo, el campanario se encontraba en una posición inclinada y por eso era tan famoso en Astracán como la Torre inclinada de Pisa en Europa. Los fotógrafos emprendedores de Astracán impresionados por esta obra arquitectónica comenzaron a imprimir tarjetas postales con su imagen y con el rótulo: "La caída de la torre del campanario de la catedral de Astracán". El campanario de Varvatsy estuvo en esta inclinación durante casi un siglo y todo este tiempo se encajaba perfectamente en el conjunto del Kremlin de Astracán, destacando la increíble grandeza de la Catedral de la Asunción.

A pesar de todo, el campanario de Varvatsi fue desmantelado y, en su lugar en 1910, fue construido el campanario mucho más grande, bien adornado, de cuatro niveles, erigido según el proyecto del arquitecto diocesano astracanés S.I. Karyaguin. Hecho en el estilo de las tradiciones arquitectónicas clásicas y antiguas, el último campanario de Kremlin es muy impresionante, con su rica decoración y es una parte integral del conjunto arquitectónico de la ciudad. Es mucho más alto que los campanarios construidos antes, y tan pesado que inmediatamente dio hundimiento del suelo.
En 1912, el reloj del campanario apareció con un motor eléctrico, con cuatro esferas de vidrio, con mecanismos y un toque de piso en la lucha, emitido en la fábrica de F.Winter. Actualmente se campanea dos veces al día, a las doce y a las seis de la tarde con una melodía de "Gloria" de Glinka. En los años de 1930 toda la congregación de las campanas fue confiscada como metales no ferrosos para el estado. También fue enviada al fundimiento la cruz que adornaba el campanario.

En 1990, sobre el campanario de la Catedral de la Asunción fue cargada, con ayuda del helicóptero, la cruz de siete metros. Y en 1992, el campanario Prechisteno fue devuelto a la diócesis de Astracán.